# Calanthe humbertii
Calanthe humbertii är en orkidéart som beskrevs av Joseph Marie Henry Alfred Perrier de la Bâthie. Calanthe humbertii ingår i släktet Calanthe och familjen orkidéer. Inga underarter finns listade i Catalogue of Life.

## Bildgalleri

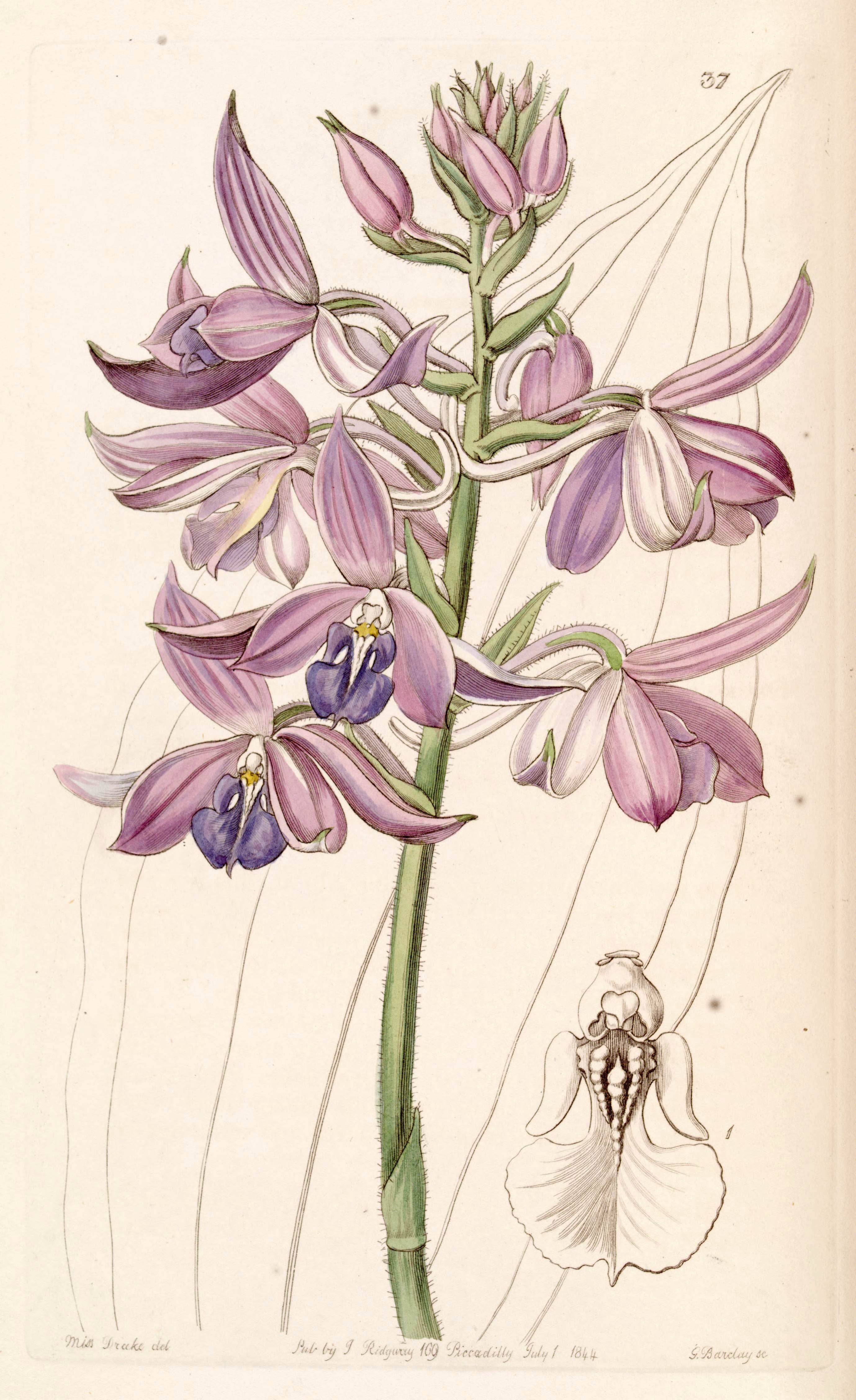
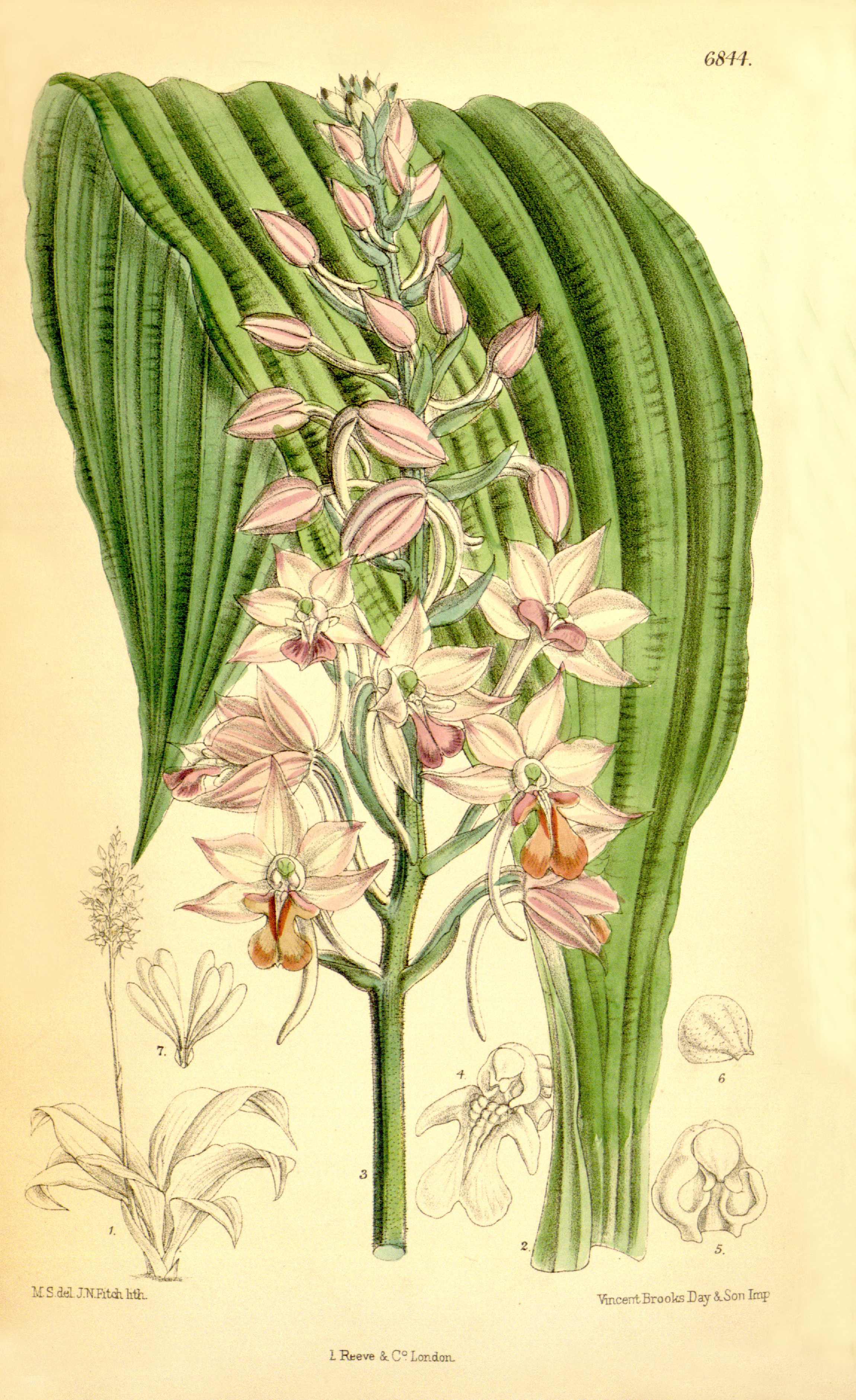
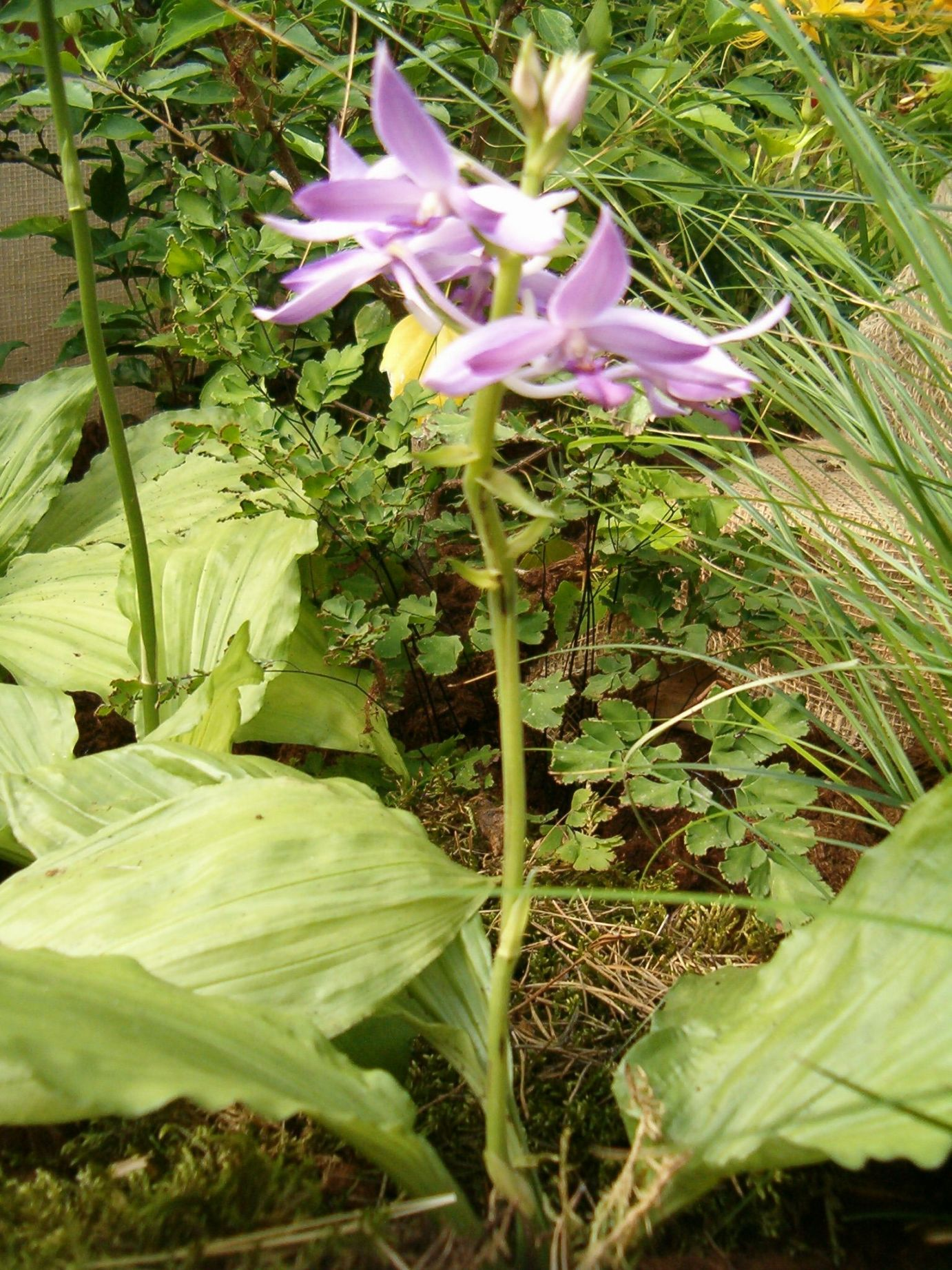
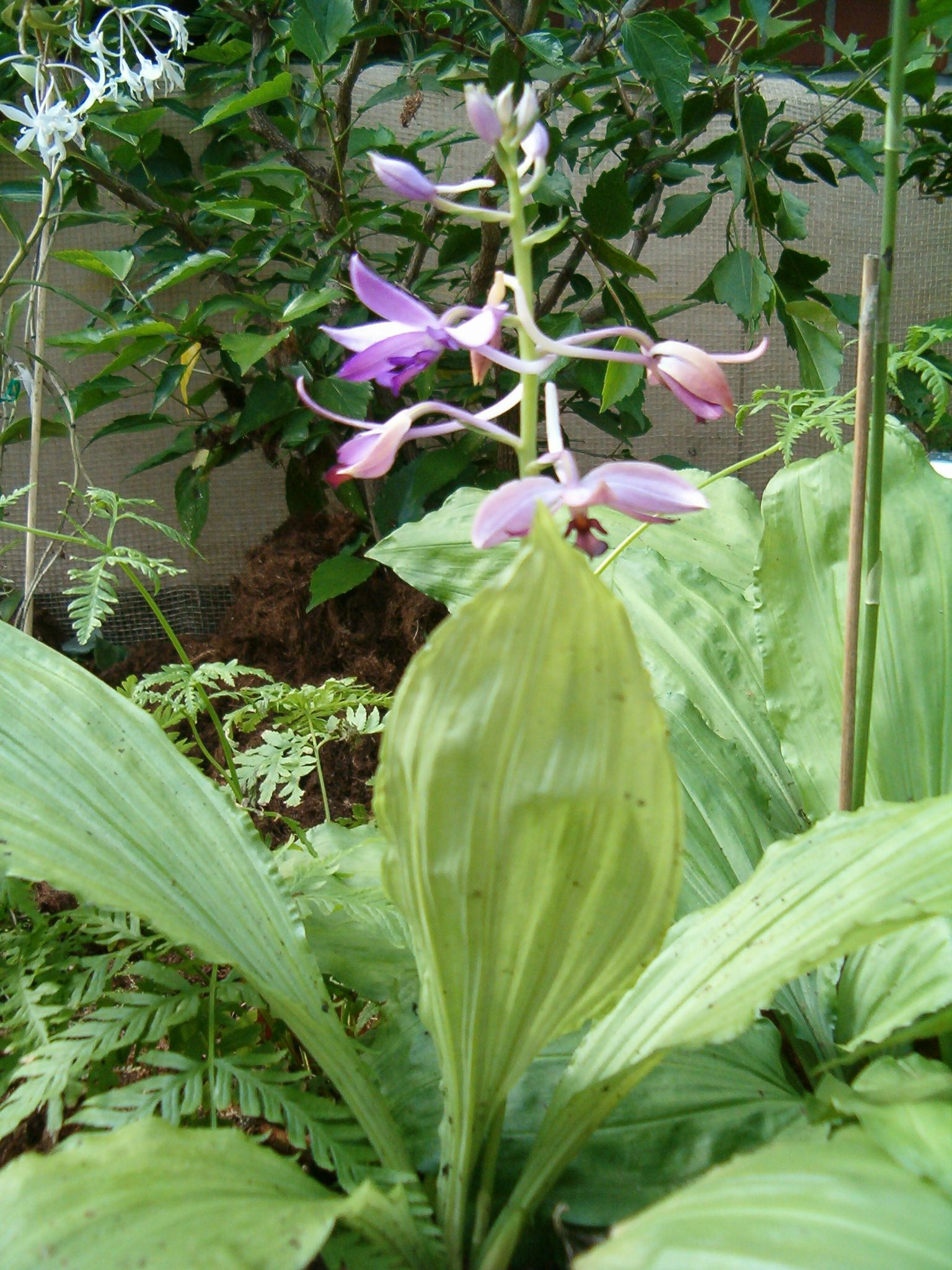